# Ернст Форет
Ернст Форет (нім. Ernst Foreth, 24 лютого 1925 — 9 березня 1999) — австрійський футболіст, що грав на позиції захисника.
Виступав, зокрема, за клуб «Ваккер» (Відень), а також національну збірну Австрії.

## Клубна кар'єра
У дорослому футболі дебютував 1947 року виступами за команду «Ваккер» (Відень), кольори якої і захищав протягом усієї своєї кар'єри гравця, що тривала цілих п'ятнадцять років. 

## Виступи за збірну
У 1956 році дебютував в офіційних матчах у складі національної збірної Австрії.
Загалом протягом кар'єри в національній команді, яка тривала 1 рік, провів у її формі 3 матчі.
Помер 9 березня 1999 року на 75-му році життя.